# Markus-Passion (J.S. Bach)
De Markus-Passion, BWV 247, is een verloren gegaan oratorium van Johann Sebastian Bach.

## Geschiedenis
De opzet en de indeling van deze passiemuziek, zoals die moet zijn uitgevoerd op Goede Vrijdag 1731 en vermoedelijk in gewijzigde vorm nog eens in 1744, zijn wel bekend. De tekst van de recitatieven is afkomstig uit het Evangelie volgens Marcus, de hoofdstukken 14 en 15. De wel bewaard gebleven teksten van de koren en aria's zijn geschreven door Bachs vaste tekstschrijver Picander (pseudoniem van Christian Friedrich Henrici). Daarnaast verwerkte Bach in de Markus-Passion relatief minder aria's en veel meer koralen dan in de Johannes-Passion en Matthäus-Passion. Daarom is wel verondersteld dat Bach in de Markus-Passion een aantal koraalfantasieën - voor solozang of koor met uitgewerkte instrumentale partijen - had opgenomen.

## Bezetting
Uitgaande van de destijds gebruikelijke bezetting wordt aangenomen dat de Markus-Passion werd gecomponeerd voor sopraan-, alt-, tenor- en bas-solist, vierstemmig koor, twee traverso's, twee hobo's, twee oboe d'amore, strijkinstrumenten (violen I en II en altviolen I en II), orgel en basso continuo (inclusief twee viola's da gamba en twee luiten).

## Hypothetische reconstructies
De muziek van de Markus-Passion is verloren gegaan, maar Picanders tekst, de gebruikte Lutherse liedteksten van de koralen en uiteraard het Bijbelverhaal van de evangelist Marcus zijn bewaard gebleven. In de 20e en 21e eeuw hebben vele Bach-vorsers (onder wie Alfred Dürr, Diethard Hellmann, Gustav Adolf Theill, Andor Gomme, Rudolf Kelber, Simon Heighes, Johannes Koch, Alexander Grychtolik, Volker Bräutigam, Jos van Veldhoven, Ton Koopman, Jörn Boysen en Robert Koolstra) reconstructies gemaakt van de Markus-Passion zoals die volgens hen bestaan zou kunnen hebben, zonder te pretenderen Bachs "ware" Markus-Passion te hebben gereconstrueerd.
Zij pasten daarbij de zogenaamde parodietechniek toe. Ten tijde van Bach was het gebruikelijk om de muziek van aria's, koren en koralen te hergebruiken (parodiëren). Voor een componist als Bach, die elke zondag een nieuwe kerkcantate moest laten horen, was het soms een noodzaak om terug te grijpen op eerder gebruikt materiaal. Hij zelf parodieerde regelmatig aria's en koren uit wereldlijke cantates (cantates met een niet-religieus thema voor bijzondere gelegenheden zoals een koninklijke geboorte of huwelijk) opnieuw in kerkcantates, met een andere tekst. Musicologen nemen aan dat Bach de parodietechniek ook toepaste in de aria's en koren van de Markus-Passion.
Bij de reconstructies werden uit ander werk van Bach aria's en koren gezocht waarvan de melodie past op de prosodie van de overgeleverde teksten, waarbij uiteraard ook de expressie van de emotie moet overeenstemmen. Muziekwetenschappers hebben lang geleden, op grond van tekstvergelijkingen, de conclusie getrokken dat de aria's en koren van de Markus Passion te vinden zouden zijn in de wel bewaard gebleven cantate BWV 198 Laß Fürstin, laß noch einen Strahl uit 1727, de 'Trauerode' voor keurvorstin Christiane Eberhardine von Brandenburg-Bayreuth. Dit leidde tot verschillende reconstructies op basis van deze cantate. Die van Ton Koopman echter toonde aan dat het ook mogelijk is delen uit geheel andere cantates hiervoor te gebruiken. 
Een probleem bij de reconstructie was bovendien dat Bach recitatieven nooit parodieerde. De melodielijnen van de recitatieven uit Bachs cantates zijn zozeer toegesneden op de tekst dat het niet mogelijk is ze voor Marcus' evangelietekst te gebruiken. Op verschillende manieren is geprobeerd hiervoor een oplossing te vinden. Sommige bewerkers lieten de evangelietekst declameren door een spreekstem. Koopman besloot zelf recitatieven in de stijl van Bach te componeren en werd daarin door diverse bewerkers nagevolgd. Andere bewerkers gebruikten recitatieven uit Bachs eigen Matthäus-Passion of uit de Marcuspassie Jesus Christus ist um unsrer Missetat willen verwundet uit 1702 van Bachs tijdgenoot Reinhard Keiser, ook toegeschreven aan Friedrich Nicolaus Bruhns. Van dat werk maakte Bach in 1713 eigenhandig een kopie en later aangepaste versies. Hij heeft het uitgevoerd in Weimar en tweemaal in Leipzig (in 1726 en in 1747 of 1748).
Van Bachs eigen Markus-Passion werd in 2004 een nieuw tekstboekje uit 1744 gevonden in de bibliotheek van Sint-Petersburg. In deze versie voegde Bach twee aria's toe.

## Overzicht van reconstructies
Alle reconstructies zijn - zolang Bachs oorspronkelijke muziek onvindbaar blijft - in muzikaal opzicht uiteraard  hypothetisch en speculatief, maar zijn gebaseerd op het lijdensverhaal in het Marcus-evangelie, op Picanders teksten voor de koren en aria's en op de Lutherse koraalteksten en -melodieën. Als bronnen gebruikten de bewerkers de tekstboeken van de Markus-Passion zoals die moet zijn uitgevoerd in de Thomaskirche in Leipzig in 1731 respectievelijk 1744.
Diethard Hellmann (1964) - Johannes Koch (1999) - Andreas Glöckner (2009)
Hellmanns reconstructie uit 1964 is gebaseerd op parodieën, voornamelijk uit de 'Trauerode' en geharmoniseerde vierstemmige koralen. De opname onder leiding van Wolfgang Gönnenwein was de eerste die als lp werd uitgebracht. In 1999 werd Hellmanns werk gepubliceerd met toegevoegde recitatieven en aria's, nieuw gecomponeerd door Johannes Koch. Bij de versie 2009 van Hellmann en Glöckner waren de recitatieven vervangen door een spreekstem. 
Simon Heighes (1995)
Voor deze reconstructie gebruikte Heighes muziek uit de 'Trauerode' en twee andere cantates. De recitatieven en turba-koren ontleende hij, net als sommige andere bewerkers na hem, aan de Marcuspassion van Reinhard Keiser (Bruhns).
Andor Gomme (1997)
Gomme gebruikte de 'Trauerode' en koren uit de cantates 204, 216, 120a en 54. De recitatieven en turba-koren waren afkomstig uit de Marcuspassion van Reinhard Keiser.
Rudolf Kelber (1998)
Kelber vatte de passie op als een pasticcio: hij gebruikte aria's van Bach, recitatieven van Reinhard Keiser, motieven van Georg Philipp Telemann en voegde zelf het een en ander toe. 
Ton Koopman (1999)
Om aan te tonen dat de 'Trauerode' niet de enige basis voor een reconstructie hoefde te zijn, koos Ton Koopman uitdrukkelijk aria's en koren uit andere cantates, zoals Es ist nichts Gesundes an meinem Leibe BWV 25 en Siehe zu, daß deine Gottesfurcht nicht Heuchelei sei BWV 179. Turba-koren en recitatieven componeerde hij zelf. 
Jörn Boysen (2010)
Klavecinist en dirigent Boysen baseerde zijn versie op koren en aria's uit de 'Trauerode' en cantate 54 en voegde daaraan recitatieven, turba-koren en een aria van eigen vinding toe.
Alexander Grychtolik (2010) - Jordi Savall (2018)
De eerste die de in 2009 in Sint Petersburg teruggevonden tekstversie van 1744 (met twee aria's extra) in zijn reconstructie betrok was Alexander Ferdinand Grychtolik, die net als de meesten grotendeels uitging van de 'Trauerode', maar ook recitatieven en turba-koren invoegde uit Bachs eigen Matthäus-Passion. Hij gebruikte ook delen uit de versie 1725 van de Johannes-Passion die Bach later verwijderd heeft. In samenwerking met Jordi Savall, die in 2018 een cd-opname maakte, kwam hij tot nog enkele verfijningen. 
Freddy Eichelberger - Laurent Guillo e.a. (2015)
Ook Eichelberger vulde zijn versie, gebaseerd op Picanders tekst van 1744 en grotendeels gebaseerd op de 'Trauerode', aan met eigen recitatieven, turba-koren en koralen. 
Andrew Wilson-Dickson (2016)
Deze reconstructie is gebaseerd op de 'Trauerode' en de cantates 7, 54 and 171 en nieuwe recitatieven en turba-koren.
Andreas Fischer (2016)
Deze reconstructie maakt voor 100% gebruik van muziek die Bach zelf geschreven heeft, maar uitdrukkelijk niet uit diens andere passiemuzieken. Bijzondere aandacht besteedde Fischer aan de relatie tussen tekst en muziek.
Robert Koolstra (2017)
In 2017 maakte de Nederlandse organist en klavecinist Robert Koolstra zijn reconstructie op basis van het tekstboekje uit 1744. Voor deze versie gebruikte hij onder meer de 'Trauerode' en de cantates 13, 54, 55. Hij componeerde voor het grootste deel zelf de recitatieven maar hergebruikte ook gedeelten uit Bachs andere passies. Ook voegde hij een nieuw koor toe, Keinen hat Gott verlassen. Picander schrijft hier Chorus in plaats van Choral in het nieuwe tekstboekje.